# Aneby (municipio)
Aneby es un municipio situado en la provincia de Jönköping, en Suecia. Tiene una población estimada, a mediados de 2023, de 6816 habitantes.
El municipio fue formado en 1967 cuando los municipios de Bredestad y Hullaryd (creados en 1952) se fusionaron.

## Áreas urbanas
Existen tres áreas urbanas en el municipio: Aneby, Sundhultsbrunn y Frinnaryd